# Oriolus percivali
Oriolus percivali là một loài chim trong họ Oriolidae.